# Scott Township (comté de Madison, Iowa)
Scott Township est un township du comté de Madison en Iowa, aux États-Unis,.
Il est fondé en 1861.

## Source de la traduction
- (en) Cet article est partiellement ou en totalité issu de l’article de Wikipédia en anglais intitulé « Scott Township, Madison County, Iowa » (voir la liste des auteurs).